# Мілфорд (Юта)
Мілфорд (англ. Milford) — місто (англ. city) в США, в окрузі Бівер штату Юта. Населення — 1431 особа (2020).

## Географія
Мілфорд розташований за координатами 38°23′40″ пн. ш. 113°1′13″ зх. д. / 38.39444° пн. ш. 113.02028° зх. д. (38.394394, -113.020296).  За даними Бюро перепису населення США в 2010 році місто мало площу 7,98 км², уся площа — суходіл. В 2017 році площа становила 5,54 км², уся площа — суходіл.

## Демографія
Згідно з переписом 2010 року, у місті мешкало 1409 осіб у 498 домогосподарствах у складі 365 родин. Густота населення становила 177 осіб/км².  Було 618 помешкань (77/км²).
Расовий склад населення:
| - 86,4 % — білих - 2,1 % — корінних американців - 0,8 % — чорних або афроамериканців - 0,6 % — азіатів - 0,3 % — вихідців з тихоокеанських островів - 8,0 % — осіб інших рас |

До двох чи більше рас належало 1,8 %. Частка іспаномовних становила 11,3 % від усіх жителів.
За віковим діапазоном населення розподілялося таким чином: 32,5 % — особи молодші 18 років, 57,3 % — особи у віці 18—64 років, 10,2 % — особи у віці 65 років та старші. Медіана віку мешканця становила 31,1 року. На 100 осіб жіночої статі у місті припадало 106,3 чоловіків;  на 100 жінок у віці від 18 років та старших — 105,0 чоловіків також старших 18 років.
Середній дохід на одне домашнє господарство  становив 61 449 доларів США (медіана — 51 786), а середній дохід на одну сім'ю — 73 445 доларів (медіана — 66 667). За межею бідності перебувало 17,5 % осіб, у тому числі 24,6 % дітей у віці до 18 років та 24,5 % осіб у віці 65 років та старших.
Цивільне працевлаштоване населення становило 691 особа. Основні галузі зайнятості: сільське господарство, лісництво, риболовля — 27,4 %, освіта, охорона здоров'я та соціальна допомога — 17,9 %, виробництво — 14,9 %, транспорт — 14,8 %.